# الفراغنة (الجيش العباسي)
الفراغِنة، جمع لكلمة فرغاني أيّ المُنتمين إلى منطقة فرغانة. كان فوجًا في الجَيشُ العبَّاسِي الذي كان نشطًا خلال القرن التاسع الميلادي، يتكون من قُوات نشأت من منطقة فرغانة في بلاد ما وراء النهر، وقد شارك الفرغانة في عدة حملات عسكرية ولعبوا دورًا بارزًا في سياسة الحكومة المركزية، وخاصة خلال فَوضى سامرَّاء.

## خلفية

خريطة فرغانة في العصر الإسلامي المبكر

كانت فرغانة مقاطعة حدودية على حدود أراضي الإسلام خلال الخلافتان الأُمَويَّة والعبَّاسيَّة. يحتل تعريف فرغانة أو الفراغنة، الوادي بأكمله إلى الشرق من خُجَندة، وتحيط بها الجبال من الشمال والشرق والجنوب، ويمر عبرها نهر سيحون. كانت كاسانساي في الشمال عاصمة منطقة فرغانة لبعض الوقت. ولكن بحلول العصر الإسلامي انتقلت إلى مدينة أخسيكات على ضفة نهر سيرداريا.
قبل الفتح الإسلامي لبلاد ما وراء النهر، تم وصف السيطرة على فرغانة بشكل مختلف في المصادر على أنها كانت تمارس من قبل سلالة إيرانية استخدم حكامها لقب إخشيد، أو من قبل الأتراك المحليين في المنطقة. تم فتح فرغانة في 712-3 من قبل القائد الأُمَويُّ قتيبة بن مسلم الباهِليُّ، ولكن لم يتم تأسيس وجود إسلامي قوي، حيث حافظ الحكام المحليون على سيطرتهم وتحكمهم في شؤون البلاد. على مدار القرن الثامن، شن المسلمون غارات متكررة على الوادي، لكن جميعها بقيت غير مكتملة. ولم يكن ذلك إلا في عهد السَّاماني نوح بن أسد في ظل الخِلافة العبَّاسيَّة قُرابة سنة 820 م، حيث فُتحت فرغانة نهائيًا وقد تم دمجها بشكل كامل في الدولة الإسلامية وفي عهد الخليفة عبد الله المأمُون، وربما في نفس الوقت تقريبًا بدأ تشكيل فوج فرغانة.

## التأسيس
من المرجح أن عملية تجنيد الجنود من فرغانة قد بدأت في عهد الخليفة العبَّاسِي عبد الله المأمُون (حكم 813-833). حيث ذكر المُؤرِّخ البلاذري، الذي كتب في أواخر القرن التاسع، أن المأمون أرسل مبعوثين لتجنيد رجال من أهل ما وراء النهر، وبعد وفاته، واصل خليفته المُعْتَصِم هذه السياسة إلى حد أن سكان ما وراء النهر سرعان ما حققوا دورًا مهيمنًا في جيش الخليفة. بينما وببحسب المؤرخ المَسعُوديُّ، ذكر أنه تم إنشاء فوج الفراغِنة على يد المُعْتَصِم بالله (حكم 833-842).
كان الفراغِنة راسخين في الوقت الذي قرر فيه المعتصم بناء العاصمة الجديدة سامراء، وحصلوا على منح الأراضي في المدينة بعد اكتمالها عام 836. بحسب اليَعقُوبِيُّ، تم منح الفراغِنة مُخصصات مجاورة لمساكن الجنود الأتراك، ولكنها منفصلة عنها، حيث تم فصل الأتراك والفراغِنة عن عامة السكان. كانت مساكن الفراغِنة تقع أساسًا على طول الشارعين المسمى شارع البرغاميش التركي وشارع العسكر، على الرغم من أن بعض ضباط الفوج كانت لهم مخصصات على طول شارع الحير الجديد.
كان الفراغِنة واحدة من عدة أفواج جديدة في جيش المعتصم، حيث خدموا جنبًا إلى جنب مع آخرين مثل الأتراك، والأشروسانيَّة والمغاربة. ومن بين الوحدات غير التركية، يبدو أنها كانت من بين أكبر الوحدات، وقد تم ذكرها بشكل متكرر نسبيًا في المصادر. أشار اليعقوبي على الأقل إلى بعض الفراغِنة باسم العجم، وهو مصطلح تم تفسيره بشكل مختلف ليعني أنه ربما كانوا غير مسلمين، ولا يتحدثون العربيَّة، وغير متحضرين. على أية حال، يبدو أنهم كانوا يعتبرون غرباء من قبل العناصر الرئيسية في المجتمع الإسلامي.

## فهرس المنشورات
1. ↑  Barthold, pp. 790-91
2. ↑  Marshak, p. 274; Barthold, p. 790
3. ↑  Bosworth, p. 253; Barthold, pp. 790-91
4. ↑  Kennedy, p. 125
5. ↑  Al-Baladhuri, p. 205
6. ↑  Al-Mas'udi, v. 7: p. 118. See also Ibn al-Athir, v. 6: p. 452
7. ↑  Kennedy, p. 119; Gordon, p. 59; al-Ya'qubi, pp. 258-59
8. ↑  Northedge, p. 170; al-Ya'qubi, pp. 262-63
9. ↑  Gordon, p. 37; Kennedy, p. 127
10. ↑  Al-Ya'qubi, p. 258
11. ↑  Kennedy, pp. 124-25
12. ↑  Northedge, p. 99
13. ↑  Gordon, p. 195 n. 71
14. ↑  Gordon, p. 60